# Madison (Carolina del Nord)
Madison è una città degli Stati Uniti d'America situata nella Carolina del Nord, nella Contea di Rockingham.
La città è sede dell'azienda di armi Remington Arms.